# Mykoła Poliszczuk
Mykoła Jefremowycz Poliszczuk, ukr. Микола Єфремович Поліщук (ur. 2 maja 1944 w Łypjatynie w obwodzie winnickim) – ukraiński lekarz i polityk, profesor, deputowany, minister ochrony zdrowia (2005).

## Życiorys
Absolwent medycyny, w 1986 uzyskał stopień doktora nauk medycznych, a w 1991 profesurę. Specjalista w zakresie traumatologii. Zajął się głównie neurotraumatologią, w tym urazami czaszkowo-mózgowymi i kręgosłupa. Pracował jako wykładowca akademicki, był też m.in. dyrektorem kliniki. Opublikował jako autor i współautor kilkuset prac naukowych w tym około 30 monografii.
W 2002 został wybrany do parlamentu z listy Bloku Nasza Ukraina. Był jednym z liderów partii Reformy i Porządek, w 2005 przeszedł do Ludowego Związku "Nasza Ukraina". Złożył mandat poselski, obejmując w rządzie Julii Tymoszenko stanowisko ministra zdrowia.
Po odwołaniu został doradcą prezydenta Wiktora Juszczenki. W 2007 objął kierownictwo narodowej rady do spraw ochrony zdrowia.
Odznaczony Orderem Księcia Jarosława Mądrego V klasy.